# Alpinoplagia boliviana
Alpinoplagia boliviana là một loài ruồi trong họ Tachinidae.